# 蓮下信号場
蓮下信号場（ヨナしんごうじょう）または蓮下駅（ヨナえき）は、大韓民国江原特別自治道寧越郡にある韓国鉄道公社の駅である。

## 利用可能な路線
- 韓国鉄道公社
  - 太白線

## 歴史
- 1957年3月10日：開業。
- 2008年3月10日：旅客取扱中止。

## 隣の駅
韓国鉄道公社
太白線
寧越駅 - (炭釜信号場) - 蓮下信号場 - (石項駅) - 礼美駅